# لزلی لین
لزلی لین (انگلیسی: Leslie Laing؛ (زادهٔ ۱۹ فوریهٔ ۱۹۲۵ – درگذشتهٔ ۷ فوریهٔ ۲۰۲۱) دونده اهل جامائیکا بود. از افتخارات وی می‌توان به کسب مدال طلا در بازی‌های المپیک تابستانی ۱۹۵۲ اشاره کرد.